# Zombie Shark – The Swimming Dead
Zombie Shark – The Swimming Dead (Originaltitel: Zombie Shark) ist ein US-amerikanischer Fernsehfilm des Science-Fiction-Horrorfilm-Genres aus dem Jahr 2015. Premiere hatte der unter der Regie von Misty Talley abgedrehte Streifen am 20. Juni 2015 im Rahmen der Shark Week auf dem US-Fernsehsender Syfy; in Deutschland erschien er am 29. April 2016 direkt auf DVD und Blu-ray.

## Handlung
Um ein entspanntes Wochenende zu verbringen, machen sich vier Freunde auf den Weg zu einer kleinen idyllischen Insel. Doch die Stimmung kippt schnell, als sie nach ihrer Ankunft am Strand einen vermeintlich toten Hai entdecken, der jedoch urplötzlich wieder zum Leben erwacht und der Gruppe nachstellt. Panik macht sich breit. Ein unergründliches Phänomen? Oder hängt das Wiederauferstehen mit dem nahegelegenen Forschungslabor zusammen, in dem möglicherweise mit einem unbekannten Virus experimentiert wurde? Getrieben von der Frage, ob nur Haie oder auch Menschen infiziert werden können, und unter ständiger Beobachtung des Zombie-Hais entwickelt sich der Kurzurlaub zu einem albtraumhaften Horrortrip.

## Hintergrund
Der in Madisonville, Louisiana, und Baton Rouge gedrehte Film wurde für die Ausstrahlung im Rahmen der Shark Week, in der die Thematik des Gesendeten gänzlich auf Haien beruht, bei Syfy produziert und stellt keine eigenständige Filmproduktion dar.

## Veröffentlichung
Die Erstausstrahlung von Zombie Shark – The Swimming Dead fand am 20. Juni 2015 unter dem Namen „Zombie Shark“ bei Syfy statt, wo er in der Shark Week zu sehen war. In anderen Staaten wurde er unter ähnlichen bzw. in der entsprechenden Sprache gleichlautendem Namen gesendet. International wird die englischsprachige Version auch unter dem Titel „Shark Island“ geführt. In Deutschland kann man den Film seit dem 29. April 2016 als DVD- oder Blu-ray-Fassung erwerben.

## Rezeption
„‚Zombie Shark‘ [ist] schlecht, … ein paar nette Kills und die obligatorische Großattacke reißen das auch nicht raus. […] Wer auf Haifisch-Trash steht, wird vielleicht auch das hinnehmen.“